# Michael Häusler (Diplomat)
Michael Gerhard Karl Häusler (* 29. Juli 1958 in Darmstadt) ist ein deutscher Diplomat im Ruhestand.

## Leben
Nach dem Abitur an der Justus-Liebig-Schule in Darmstadt absolvierte Michael Häusler eine Banklehre bei der Deutschen Bank in Darmstadt und studierte anschließend von 1980 bis 1984 Rechtswissenschaften in Frankfurt und Genf.
Er arbeitete als  wissenschaftlicher Mitarbeiter für Bürgerliches und Wirtschaftsrecht an der Universität Frankfurt und  war danach als Referendar bei der Deutschen Bundesbank tätig. 
Er ist verheiratet.

## Laufbahn
Häusler trat 1986 in den Auswärtigen Dienst ein und absolvierte bis 1988 die Diplomatenausbildung im Auswärtigen Amt.
Nach einer ersten Verwendung als Referent für Entwicklungszusammenarbeit, Presse und Protokoll an der Deutschen Botschaft in Daressalam, Tansania (1989–1992) und einer Zeit als Referent für Zivil- und Wirtschaftsrecht im Auswärtiges Amt (1992–1995) wurde Häusler Leiter des Pressereferats und des Rechts- und Konsularreferats an der Deutschen Botschaft in Brüssel.
Es folgte von 1999 bis 2007 eine Zeit im Auswärtigen Amt, zunächst als Länderreferent für den Südlichen Kaukasus in der Politischen Abteilung und ab 2003 als Stellvertretender Leiter des Referats für Kulturprogramme und Goethe-Institute.
Von 2007 bis 2010 war er Leiter des Wirtschaftsabteilung der Deutschen Botschaft Warschau, danach Leiter des Referats für Internationale Innovations- und Verkehrspolitik im Auswärtigen Amt und von 2014 bis 2018 Stellvertretender Leiter der Deutschen Botschaft in Brüssel.
2018 wurde er als Botschafter nach Burundi entsandt. Von 2020 bis 2022 war er Botschafter in Dschibuti und zugleich deutscher Sondergesandter bei der Regionalorganisation IGAD. Im Juli 2022 wechselte er als Botschafter nach Antananarivo/Madagaskar und wurde im November 2022 zugleich als Botschafter in Mauritius nebenakkreditiert, ehe er am 1. Juli 2024 in den Ruhestand trat. Als Botschafter in Madagaskar folgte ihm Oliver Knoerich nach.